# Camedon
Der Camedon ist ein kleiner Fluss in Frankreich, der in der Region Okzitanien verläuft. Er entspringt unter dem Namen Ruisseau de Camusou im Gemeindegebiet von Sieuras,  entwässert generell Richtung Nordwest und mündet nach rund 17 Kilometern im Gemeindegebiet von Rieux-Volvestre als rechter Nebenfluss in die Arize. Auf seinem Weg durchquert der Camedon die Départements Ariège und Haute-Garonne.

## Orte am Fluss
(Reihenfolge in Fließrichtung)
- Serrebraque, Gemeinde Sieuras
- Calais, Gemeinde Méras
- La Bouscarre, Gemeinde Lapeyrère
- Coubet, Gemeinde Latour
- Bax
- Moulibeau, Gemeinde Bax
- Le Poulailler, Gemeinde Latrape
- Mailholas
- Tuilerie, Gemeinde Rieux-Volvestre
- Rieux-Volvestre